# Vitamín B1
Thiamin (vitamín B1, Anti-Beriberi-Faktor, antineurotický vitamín, Aneurin) je bílá nebo bezbarvá krystalická sloučenina. Jde o ve vodě rozpustný vitamín. Jeho přiznaným (1912) objevitelem je Kazimierz Funk. Tento vitamín o dva roky dříve (14. 6. 1910) objevil japonský biochemik Umetaró Suzuki (鈴木 梅太郎) a nazval jej aberic acid, později oryzanin; objev oznámil téhož roku 13. 12. v interní zprávě tokijské chemické společnosti (東京化学会) a publikoval v lednovém čísle ročníku 1911 vědeckého časopisu téže společnosti Tókjó kagaku kaiši (東京化学会誌). Vlivem chybného překladu do němčiny nebyl objev (a jeho význam) rozpoznán a jako objevitel byl uznán až Kazimierz Funk.
Chemicky se thiamin skládá ze substituovaných jader thiazolu a pyrimidinu, které jsou spojené methylenovým můstkem. Je to silně hydrofilní sloučenina.

## Thiamin v potravě
Vitamín B1 je nutnou součástí výživy. V malém množství je přítomen v potravinách rostlinného i živočišného původu. Bohatým zdrojem jsou neloupané obiloviny, maso, pivovarské kvasnice, med a ořechy.
Doporučená denní dávka
|              | věk (roky) | thiamin [mg] |
| ------------ | ---------- | ------------ |
| Kojenci      | 0,0–0,5    | 0,3          |
| Kojenci      | 0,5–1,0    | 0,4          |
| Děti         | 1–3        | 0,7          |
| Děti         | 4–6        | 0,9          |
| Děti         | 7–10       | 1,0          |
| Muži         | 11–14      | 1,3          |
| Muži         | 15–18      | 1,5          |
| Muži         | 19–24      | 1,5          |
| Muži         | 25–50      | 1,5          |
| Muži         | 51+        | 1,2          |
| Ženy         | 11–14      | 1,1          |
| Ženy         | 15–18      | 1,1          |
| Ženy         | 19–24      | 1,1          |
| Ženy         | 25–50      | 1,1          |
| Ženy         | 50+        | 1,0          |
| Těhotné ženy |            | 1,5          |
| Kojící ženy  |            | 1,6          |

Údaje z Recommended Dietary Allowances, 10th Edition. Food and Nutrition Board, National Research Ccouncil–National Academy of Sciences, 1989
Při velké fyzické námaze a při stresu potřeba vitamínu B1 stoupá. Thiamin se v lidském těle neukládá a jeho zásoba vydrží jen na 4–10 dní. Proto musí být stále přítomen v potravě.
Pití kávy a velkého množství čaje snižuje množství vitamínu B1 v těle.

## Význam
Vitamín B1 působí příznivě na nervový systém a proti únavě. Zvýšený příjem se doporučuje při otravách nikotinem, arsenem nebo olovem. Jeho funkce byla objasněna i na biochemické úrovni. Thiamin je enzymem thiaminfosfotransferázou, který je přítomen v játrech a mozku, přeměněn na aktivní formu vitamínu B1 , thiamindifosfát. Thiamindifosfát je koenzymem mnohých enzymových reakcí, konkrétně těch, při nichž je přemísťován aktivovaný aldehydový zbytek. Patří k nim:
- oxidativní dekarboxylace α-ketokyselin, např. dekarboxylace pyruvátu, α-ketoanalogů leucinu, izoleucinu a valinu, α-ketoglutarové kyseliny;
- transketolázová reakce.

Oxidativní dekarboxylace jsou důležité v metabolismu sacharidů a aminokyselin, transketolázová reakce probíhá v pentózovém cyklu, ve kterém jsou syntetizovány redukční ekvivalenty NADPH a deoxyribóza a ribóza k syntéze nukleových kyselin.

### Projevy nedostatku
Při nedostatku thiaminu dochází k omezení reakcí, které jsou závislé na thiamindifosfátu, a k hromadění substrátů těchto reakcí (pyruvát, pentózy…).
Nedostatek v přijímané potravě se projevuje jako nemoc beri-beri. Nejprve se projevuje periferními myopatiemi, vyčerpaností, ztrátou chuti k jídlu. Později se příznaky stupňují, objevují se deprese, podrážděnost a zmatenost jako důsledek neurologických degenerativních změn, degenerace kardiovaskulárního systému a svalů, otoky. U chronických alkoholiků se nedostatek thiaminu často projeví jako Wernickeova encefalopatie či Korsakovova psychóza.
V našich zeměpisných šířkách je nedostatek vitamínu B1 vzácný. Beri-beri je způsobena dlouhodobou konzumací potravy bohaté na sacharidy ale chudou na thiamin, jako je loupaná rýže, bílá mouka a rafinovaný cukr.

### Předávkování vitamínem B1
Vitamin B1 je rozpustný ve vodě a je vylučován močí. Předávkování je proto téměř vyloučeno, byly zaznamenány jen ojedinělé alergické reakce sensitivních lidí na ústní podání velkého množství tohoto vitamínu.